# Yuvacık, Çınar
Yuvacık là một xã thuộc huyện Çınar, tỉnh Diyarbakır, Thổ Nhĩ Kỳ. Dân số thời điểm năm 2008 là 1.443 người.